# Leia Zhu

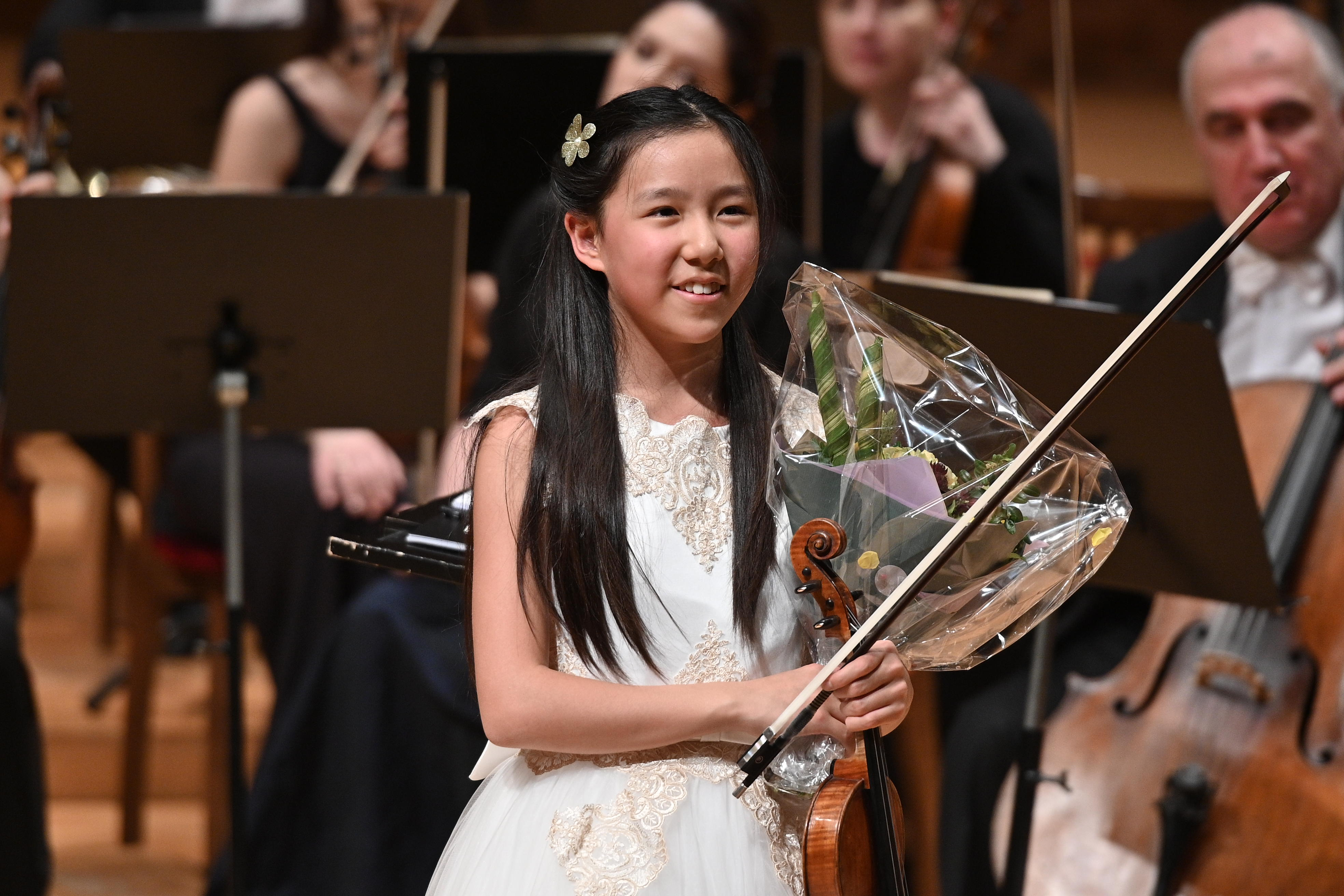
Zhu performando no Teatro Mariinski, no qual ela (aos doze anos) foi a violinista mais jovem a concertar com a Orquestra de Mariinski.

Leia Zhu é uma violinista britânica. Ela é a artista mais jovem entre os Músicos Mozartianos de Londres (London Mozart Players). Aos doze anos, Zhu havia concertado 18 países, incluindo diversas instituições de prestígio do Reino Unido e da Europa.

## Carreira
Zhu foi aluna na Universidade de São Edwards de Oxford, onde estudaram Laurence Olivier e Emilia Clarke. Ela concertou na orquestra de Tchaikovsky, Rússia, na Orquestra Filarmônica de Berlim e no Royal Festival Hall de Londres.
Aos doze anos, ela concertou na Assembléia de Solistas de Tel Aviv. Aos quatorze anos, ela foi convidada para tocar o Concerto para Violino e Orquestra de Tchaikovski na Salão de Fairfield de Croydon. Aos 16 anos, ela concertou o Concerto de Violino em D Maior de Beethoven no Salão de Raifa, em Tel Aviv.